# Флаг цыган
Цыганский флаг (цыг. O styago le romengo/Романо стяго) — национальный флаг цыган. Принят на Первом Всемирном цыганском конгрессе в Лондоне в 1971 году.

## Значение символики
Флаг разделён на два поля — синее (верх) и зелёное (низ), символизирующие небо и землю соответственно. В центре флага находится красная дхармачакра (колесо дхармы), символизирующая индоарийское происхождение цыганского народа (аналогичная дхармачакра имеется на флаге Индии).
Среди цыган распространено также мистическое толкование элементов флага. Зелёное поле интерпретируется как область материального, практического, синее поле — как область духовного, а колесо дхармы — как жизнь цыгана. Взаимное расположение элементов означает, что цыган всю свою жизнь находится в пути, физически или духовно, а также что он не должен забывать ни о земных делах, ни о душе. Красный цвет колеса — цвет крови, пролитой цыганами в борьбе с фашизмом во время Второй мировой войны, а также крови жертв геноцида, крови, о которой цыган никогда не должен забывать.
Однако большее распространение приобретает оптимистическая интерпретация. В ней зелёное поле — это именно поле, поскольку в нём больше возможностей выбирать направления, чем на дороге, а можно и не выбирать, встать лагерем. А красный цвет колеса — это цвет праздника, потому что цыгане сами по себе народ-праздник.

## Варианты
Дизайн флага повлиял на символику других цыганских организаций и общин. В частности, исчезнувшая ныне Партия цыган Хорватии использовала флаг с тёмно-синим верхним полем и золотой чакрой.